# ブライアン・マイヤーズ
ブライアン・マイヤーズ（Brian Myers、1985年4月15日 - ）はアメリカ合衆国のプロレスラー。ニューヨーク州グレンコーブ出身。

## 来歴

### キャリア初期
ECWで活躍した事で知られるマイキー・ウィップレックがニューヨーク州にて主宰するインディー団体であるNYWC（New York Wrestling Connection）が運営するNYWCトレーニングセンターにてトレーニングを積む。

### WWE
2006年、WWEと契約を交わし入団。傘下団体であるDSWに所属し、2007年にOVWに移籍。5月1日、WWE・ECWにてブレット・メジャーとメジャー・ブラザーズを結成し、ブライアン・メジャー（Brian Major）のリングネームでデビュー。マット・ストライカー & マーキス・コー・ヴァンとタッグマッチを行い勝利。6月、追加ドラフトでブレット・メジャーと共にSmackDown!に移籍。11月7日、MVP & マット・ハーディーが保持するWWEタッグ王座に挑戦するも敗戦。12月16日、Armageddonにてエッジの変装をして乱入する形で勝利をアシストしヒールターン。同月21日、SmackDown!にてリングネームをカート・ホーキンス（Curt Hawkins）に改名。タッグネームもジ・エッジヘッズに変更してエッジの手下として活動。
2008年7月20日、Great American Bashでのフェイタル4ウェイ形式のWWEタッグ王座戦に勝利し、WWEタッグ王座を獲得する。しかし、一度も防衛することなく9月26日のSmackdown!でカリート & プリモに敗れ王座を失う。WrestleMania XXVで行われたWWEタッグ王座統一戦にランバージャック要員として登場したのがジ・エッジヘッズとしての最後の出番になった。
2009年4月、ドラフトでパートナーのザック・ライダーはECWへ移籍。自身はSmackdown!に残留となったが直後にFCWでの再調整となる。FCWではデュード・バスターズ（ケイレン・クロフト & トレント・バレッタ）に加入。3人でFCWフロリダタッグチーム王座を獲得。デュード・バスターズ離脱後はヴァンス・アーチャー & ジャクソン・アンドリュースとユニットを結成した。
2010年5月13日、WWEに再昇格を果たし、Superstarsにてヴァンス・アーチャーとタッグを組んで出場。ジェームズ・ホワイト & マシュー・ブッシュを相手に圧勝。6月、タッグネームをゲート・クラッシャーズとしてSmackDown!で活動を開始し、クリスチャン & MVPとの抗争が組まれるが短期間で終了。Superstarsではデュード・バスターズと短期抗争を展開。9月24日、SmackDown!にてビッグ・ショーとハンディキャップマッチを行い、アーチャーのアシストをせずに敗戦した事から亀裂が生じ始める。10月7日、アーチャー vs クリス・マスターズとの試合でアシストしようとするがアーチャーにクローズラインを誤爆した事により仲間割れを起こしタッグは解消となった。10月14日、Superstarsにてシングルへと転向。入場曲をジ・エッジヘッズ時代の "In the Middle of it Now" に戻してトレント・バレッタと抗争を展開するが未消化のまま終了。
2011年4月、追加ドラフトにてRAWに移籍。5月12日、Superstarsにてザック・ライダー vs ウラジミール・コズロフにて試合途中に窮地に陥ったライダーの救出に登場し、コズロフの足を掴んで油断させてライダーの勝利をアシストした。同月19日、Superstarsにてライダーとのタッグを組んで、サンティーノ・マレラ & コズロフと対戦するが敗戦した。ライダーとのタッグチームを再結成するかと思われたがライダーがベビーフェイスに転向したために叶わなかった。9月、タイラー・レックスとタッグを結成。同月よりNXTを主戦場にするようになり、ウーソズと抗争を開始。10月11日、ウーソズとの対戦中にレックスの攻撃を誤って受けてしまいリング下に転落した際にフェンスに脚を強打してしまい負傷。同月18日、脚を骨折をしたというアングルで杖を持ち歩くようになり、レックスのセコンドをする際には指示するためやレフェリーの隙を突いて相手を襲撃するために使用して自身のトレードマークへと昇華させる。
2012年2月、NXTを仕切るマット・ストライカーとウィリアム・リーガルに因縁をつけるようになり、ストライカーを拉致した事でリーガルの逆鱗に触れ、4月18日にレックスとの敗者追放マッチを組まれ敗戦し、追放されるものの裏工作をして当時RAWのGMであったジョン・ロウリネイティスから指示を得て復帰した。ロウリネイティス失脚後、ロウリネイティスの復帰を信じているアングルを組まれ、コスチュームをジョニー・エースに模したタイツを着用。8月、レックスとともに男性ストリップダンサーギミックに転向するがレックスの退団によりギミックチェンジは中止となり、さらに膝十字靭帯を損傷した事により長期欠場となる。
2013年1月、コスチュームとヘアスタイルを変更して復帰。
2014年6月、WWEから解雇された。

### インディー団体
WWE解雇後、2014年6月13日、ニュージャージー州を拠点とするJCW（Jersey Championship Wrestling）に参戦。バル・ビーナスと組んでダニー・デマント & エリック・アンドレッティとタッグマッチを行い勝利。同月22日、Beyond WrestlingにてARフォックスとシングルマッチを行うが敗戦。9月20日、PWS（Pro Wrestling Syndicate）の All Fired Upに参戦。元WWE所属のケビン・マシューズと対戦して敗戦。試合後にはマシューズとWWEから解雇された思い出を語り合い椅子を使って交互に叩きつけるが、マシューズが油断していたところをレスラーとしての活動に終止符を打ったはずの元相棒であるレックスが襲撃した。これをきっかけに抗争へと展開。10月31日、PWS 10/31にてレックスとのヒートシーカーズ（The Heatseekers）を復活。マシューズは元WWE所属のランス・ホイットを助っ人として呼び寄せて対戦するが勝利した。

### GFW / TNA
2015年7月24日、ジェフ・ジャレットが主宰するGFW・Ampedに参戦。初代GFWグローバル王座争奪トーナメントに出場し、1回戦でクリス・モルデツキーと対戦するが敗戦した。8月12日、TNA・iMPACT WrestlingにてTNA vs GFWの団体抗争戦でジャレット率いるGFWの一員として登場。トレバー・リーと組んでTNA世界タッグ王者チームであるザ・ウルブズ（エディ・エドワーズ & デイビー・リチャーズ）と対戦するが最後にリーがジ・ウルブズの合体技であるフォース・オブ・ネイチャーを喰らい敗戦。9月2日のiMPACT Wrestlingにて、GFWによるキャッシュケースを使用したいつでも王座を挑戦できる権利を使いジ・ウルブズに挑戦。GFW全メンバー揃ってリングを取り囲んだ中で試合を行い勝利してTNA世界タッグ王座を奪取した。

### WWE
2016年8月16日、WWE・SmackDown Liveにて復帰を予告するプロモーションが公開された。
2019年1月21日、RAWにおいて、先にWWEに提出したとされる退団要請は陰謀だと主張するザ・リバイバルが、ビンスに『チャンスが欲しい』と直訴して実現したWWE・ロウ・タッグチーム王座戦の特別レフェリーを、たまたまその場通りかかったホーキンスがビンスの命令で務める事になる。試合ではヒールでありながら真面目すぎるレフェリングを展開し、試合中のリバイバルの二人のズルを悉く見抜き、結果としてゲイブル & ルード組の王座防衛に終わった。しかし、試合中から自身のレフェリングに不満を持ったリバイバルの二人に襲撃され無抵抗のまま暴行されていたが、そこにかつてのタッグパートナーであるザック・ライダーが登場し、リバイバルの二人を排除。ライダーがコーナーに居たホーキンスに手を差し出すと、躊躇いの後にその手を握り、そのまま助け起こされライダーに肩を組まれ、その際数回頷いてみせた。同月28日放送のRAWからは、ヒールとベビーフェイスの立場の違いはありながらもザック・ライダーとのタッグで試合をするようになる。しかし、ポジションの違いや久々のタッグ結成などから連携が上手くいかず負けが続き、試合後不満を示す自身をライダーが何とか宥めると言う図式を展開。4月7日、WrestleMania 35 Kickoffにおいて、ザック・ライダーとのタッグでWWE・ロウ・タッグ王者チームのリバイバルに挑戦。場外戦の展開になるとスコット・ドーソンからブレーンバスターを喰らいリングに投げ込まれるが、隙を突いて丸め込み勝利。ライダーとのタッグでは実に10年9ヶ月振りに王座を戴冠。同時にWWEでの連敗を269で止めた。

## 得意技

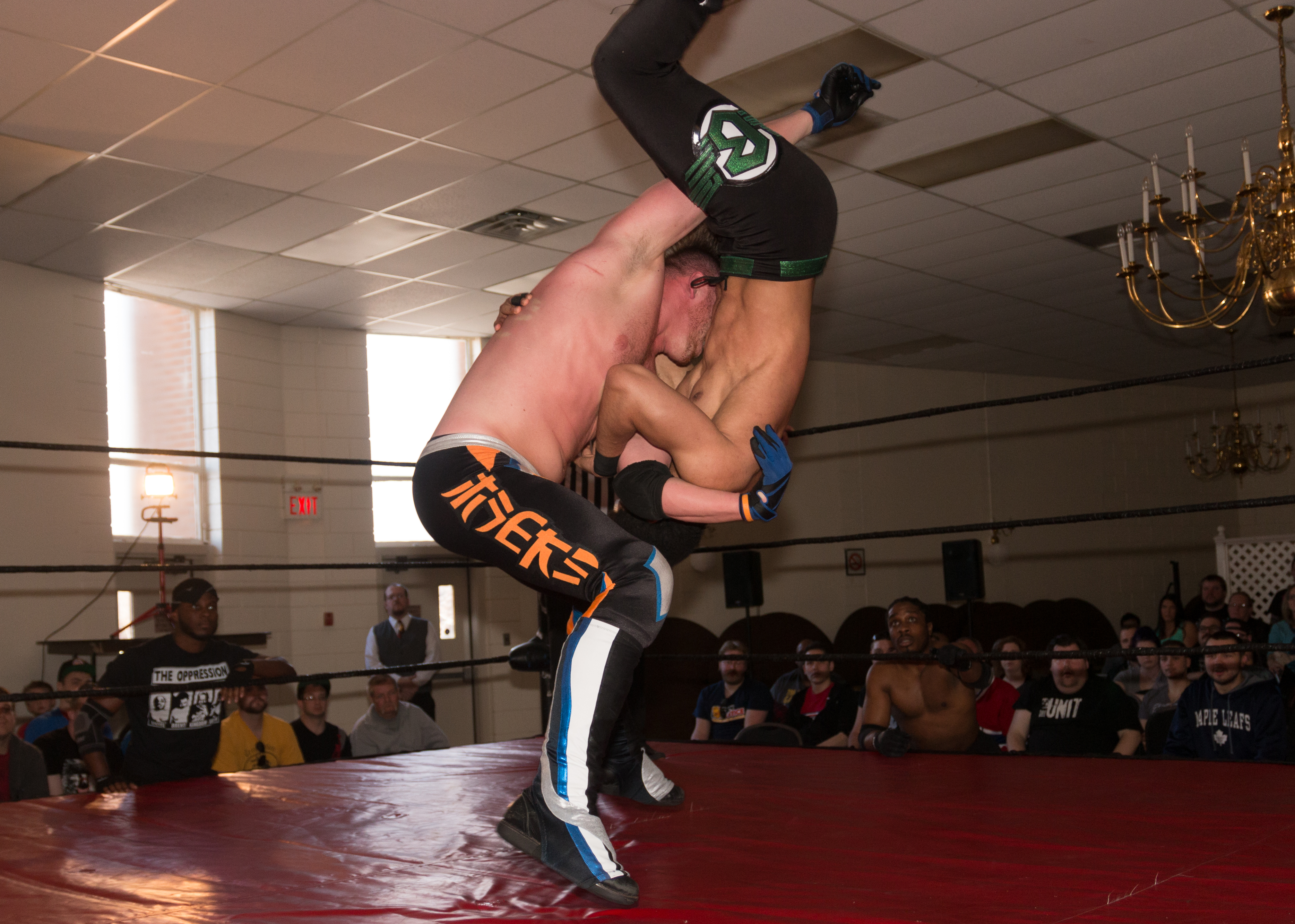
アップサイド・ダウン・フロウン

フィニッシュホールド
ロスター・カット
ラリアット
ヒートシーキング・エルボー
ダイビング・エルボー・ドロップ
テイスト・オブ・ペイン
ハングマンズ・フェイスバスター。
スウィンギング・ネックブリーカーの体勢から自らの体と相手の体を元の方向に回転させて相手を顔面からマットに叩きつける。
ラフライオット
インプラントDDT
エッジが使用するエッジキューションと同型技。
アップサイド・ダウン・フロウン
ツイスト・スクープスラム。
抱え上げた後に反動をつけて投げ下ろす独特のフォームが特徴。みちのくドライバーのようにシットダウン式で繰り出す場合もある。
ノーマン・スマイリーのスマイリースラムと同型技。
その他得意技
ワンナイト・スタンド
変型スープレックス。
相手の腕を捻ってロックし、相手の左足を自分の首に引っ掛けて後ろへ投げ飛ばす勢いで一回転させて顔面からマットに叩き付ける。
ヒート・ストローク
サモアン・ドロップからダイビング・ネックブリーカーへと繋げる。
DSWとOVW時代にはロングアイランド・エクスプレスの技名で使用。
ドロップキック

## 獲得タイトル
TNA
- TNA世界タッグ王座 : 1回

w / トレバー・リー
WWE
- WWEタッグ王座 / WWEロウ・タッグ王座 : 2回

w / ザック・ライダー
FCW
- FCWフロリダタッグ王座：1回

w / ケイレン・クロフト & トレント・バレッタ
DSW
- DSWタッグ王座 : 1回

w / ブレット・メジャー
A1W
- A1アルファ男子部門王座 : 1回

FBW
- FBWヘビー級王座 : 1回

OVW
- OVW南部タッグ王座 : 1回

w / ブレット・メジャー
NYWC
- NYWCタッグ王座 : 2回

w / ブレット・マシューズ
PWS
- PWS・TV王座 : 2回

## 入場曲
- Up All Night
- In the Middle of it Now
- Outcome（FCWで使用）
- Death Metal Fury（ゲート・クラッシャーズ時代に使用）
- What I Want
- Gasoline Upcharge
- Face the Facts
- Still Major

## その他
- WWE.com内の番組「ダート・シート」に出演した際には自身のことを「The Youngest WWE Tag Team Champion」と自己紹介していたが、2004年にレネ・デュプリーが満20歳で獲得しているため、この場合の「Youngest」はタッグの合計年齢を指すものである（レネ・デュプリーとケンゾー・スズキの合計年齢は50歳、一方、ホーキンスとザック・ライダーの合計年齢は46歳である）。また世界タッグ王座の合計年齢の最年少はケニーとマイキーの合計42歳である。
- YouTubeに自身のアカウントを所有している。